# Get Loose
«Get Loose» es el segundo sencillo oficial del próximo álbum de Ca$his, Euthanasia LP, fue lanzado el 11 de septiembre del 2009 en internet. En algunas páginas web se le consideró un "Hit", con una grandiosa producción y sonido de "Rikanatti".
- Datos: Q5879119